# Heroin 0 Remixed
«Heroin 0 Remixed» — первый альбом ремиксов рок-группы «Агата Кристи», выпущенный в 1996 году.

## Об альбоме
В 2008 году в честь своего 20-летия группа выпустила полное коллекционное переиздание своих альбомов на CD, включая этот. Был проведён редизайн «Студией Артемия Лебедева».
В 2014 году в честь 25-летия группы компания «Бомба-мьюзик» выпустила «Полное собрание сочинений» в нескольких томах, тем самым переиздав ограниченным тиражом всю дискографию группы, включая этот альбом. Производство дисков велось в Германии. Альбомы были напечатаны на 180-граммовом виниле чёрного цвета.

## Список композиций
| Трек | Название                                                         | Длительность |
| ---- | ---------------------------------------------------------------- | ------------ |
| 1    | Опиум для никого (Joseph & William's Life Progressive House mix) | 5:32         |
| 2    | Вольно (Sad Guitar House mix)                                    | 6:06         |
| 3    | Кошка (Acid House Dark mix)                                      | 4:56         |
| 4    | Тоска без конца (Deep Sadness House mix)                         | 6:09         |
| 5    | Новый Год (Acid Trip-Hop Attack mix)                             | 5:06         |
| 6    | Айлавью (Highway mix)                                            | 6:15         |
| 7    | Чёрная луна (Two Weeks of Hard Job House mix)                    | 5:51         |
| 8    | Вечная любовь (Wir Tanzen Hard House mix)                        | 5:30         |
| 9    | Как на войне (Too Happy House mix)                               | 6:51         |
| 10   | Ты и я (One More Joint in Bulgakov dub mix)                      | 6:00         |
| 11   | Чёрная луна (Soft Radio Triplex House mix)(Бонус-трек)           | 4:12         |

## Участники
- Глеб Самойлов (Агата Кристи) треки 1, 4—10
- Вадим Самойлов (Агата Кристи) треки 1, 4—10
- Максим Головин (Эклектика) треки 1—10
- Николай Медведев (saw angels) трек 6
- Андрей Иванов (triplex) трек 11
- Юсуп genaditch Бахшиев (эклектика) трек 1

## Технический персонал
- Запись и сведение — «Электрика Studio»
- Продюсирование — Юсуп (Genaditch) Бахшиев
- Концепция — Юсуп (Genaditch) Бахшиев и Максим Головин
- Дизайн — «Электрика»
- Редизайн — «Студия Артемия Лебедева», 2007 г.